# Johannes Regis
Johannes Regis, ook wel Jean Le Roy, (circa 1425-1496) was een componist uit de 15e eeuw binnen de Franco-Vlaamse School, omgeving Kamerijk, Antwerpen
Robijns/Zijlstra meldden dat hij vermoedelijk een opleiding heeft genoten aan de Universiteit Leuven. Maar van de verdere jeugd of opleiding is niets bekend. Midden 15e eeuw wordt hij geregistreerd in de functie van koordirigent aan de Sint-Vincentiuskerk te Zinnik, Henegouwen, destijds een cultureel centrum. Meerdere musici hebben daar gewerkt, waaronder Gilles Binchois, die vermoedelijk met Regis gewerkt heeft. Hij zou ook in andere steden in het Aartsbisdom Kamerijk hebben gewerkt, hetgeen mede blijkt uit de koorboeken (1462-11465) van de Oude kathedraal van Kamerijk. Uit die tijd stammen dan ook zijn eerste werken, voor zover na te gaan. Hij zou ook werkzaam zijn geweest bij het knapenkoor van de Kathedraal van Antwerpen. Van 1464 tot 1474 was hij medewerker van Guillaume Dufay, maar had geen vaste verblijfplaats. Zijn bekendheid heeft Régis mede te danken aan muziektheoreticus Johannes Tinctoris, die hem noemde. In 1474 werd hij tot priester gewijd en verbleef enige jaren in Bergen, maar in 1481 was hij weer terug in Zinnik (canonicaat). In die jaren werd Régis ook genoemd door Loyset Compère (Omnium bonorum plena) en Guillaume Crétin (deploration sur la mort de Jean de Ockeghem uit 1497).
In de tijd van Robijns/Zijlstra waren slechts weinig werken die aan hem toegewezen konden worden:
- Twee missen (Ecce ancilla en Dum sacrum mysterium op L'homme armé
- een fragment van een mis
- acht motetten en
- twee chansons.

Alhoewel medewerker van Dufay is zijn stijl van componeren meer verwant met die van Johannes Ockeghem.